# لودویگ پرانتل
لودویگ پرانتل (به آلمانی: Ludwig Prandtl) (زاده ۴ فوریه ۱۸۷۵ – درگذشته ۱۵ اوت ۱۹۵۳) دانشمند آلمانی بود؛ که شهرت او بیشتر در زمینه آئرودینامیک و سیالات (در زمنیه فرا صوت) است، زیرا تابع و عدد پرانتل را برای اولین بار ابداع نمود.